# 투전
투전(鬪牋)은 한국의 민속놀이이다. 투패(鬪牌)라고도 부른다. 투전목이나 참가자 수에 따라 매우 많은 놀이가 있으며, 돌려대기·동동이·가구·쪼기·우등뽑기·수투전·짓고땡이 투전 등이 있다.
투전패의 수가 80장이었기 때문에, 투전 가운데 하나인 수투전을 팔대가(八大家)라고도 불렀다.

## 전래
조선 정조 때의 학자 성대중(成大中, 1732~1809)의 《청성잡기》(靑城雜記)에 따르면, 숭정(崇禎, 1628~1644) 말년에 역관 장현(張炫 : 장희빈의 당숙)이 북경에서 구입해 왔다고 한다. 이 투전은 마조(馬弔)를 고쳐 만든 놀이인데, 마조의 패 120개를 80개로 간략화했다고 한다. 그러나, 그 당시의 중국우월주의와 사대주의로 인한 왜곡성을 고려하면 이가 맞지 않을 수도 있다.
조선 후기로 가면 갈수록 투전이 성행하여, 기방 등에 도박장을 차려 놓고 영업하는 사람이 많았다. 《백범일지》에 나오는 김주경처럼 사기도박에 골몰한 이들도 있었다고 한다.
또한 처음에는 장현처럼 중인 이하의 계층에서 투전을 즐겼으나 나중에는 양반 계층도 투전을 즐기게 된다. 연암 박지원은 《열하일기》에서 역관·비장배와 투전판을 벌여 돈을 땄다고 쓰고 있으며, 다산 정약용은 《목민심서》에서 재상이나 명사, 승지, 옥당(이른바 청직)까지 돼지 치는 자들이나 하는 놀이(곧 투전)를 하는 세태를 개탄했다. 또한 효종의 딸 숙경공주(6녀)의 손자로서 병조판서와 이조판서를 지낸 원경하의 아들인 원인손(元仁孫)이 18세기 투전판의 타자(打子, 투전의 고수)였다.
그밖에도 윤기(尹愭)의 〈가금〉(家禁)이나 유만공의 《세시풍요》에서도 투전이 널리 퍼졌음을 알게 해 준다.

## 투전의 모양
마조에서 쓰이는 120장의 패를 80장으로 줄여서 만들었는데, 그 패 한 벌을 투전목이라 부른다. 투전 놀이에 따라서는 80장 전부를 쓰지 않고, 60장, 40장, 25장 투전목을 쓰기도 한다.
투전은 80장 또는 60장의 종이쪽지로 이루어져 있는데, 너비는 손가락 굵기만 하고 길이는 15센티미터 정도이다. 한 면에는 사람, 물고기, 새, 꿩, 노루, 별, 토끼, 말 등의 그림(또는 글자)을 흘려 적어 끗수를 표시한다. 같은 그림(또는 글자)이 열 개씩 모여 80장을 이루니, 이것을 팔목(八目)이라 부른다. 투전목은 종이였기 때문에 손을 타도 훼손되지 않도록 기름을 먹였다.

### 팔목의 명칭
사람, 물고기, 새, 꿩, 노루, 별, 토끼, 말 등을 쓰지만 그 이름은 사람이나 지방에 따라 다르다.

인장(人將), 어장, 조장, 치장, 장장(獐將), 성장, 토장, 마장 등으로도 불렸으며, 유득공의 《경도잡지》에 따르면,

황(皇), 용(龍), 봉(鳳), 응(鷹), 호(虎), 극(極), 취(鷲), 승(乘)이라 하였고, 사람·물고기·새·꿩은 노(老)로 쓰이며 별·말·노루·토끼는 소(少)로 쓰인다고 하였다.

## 족보
투전 가운데 하나인 돌려대기(또는 짓고땡이 투전)의 족보 가운데 일부는 다음과 같다.
- 땡 : 두 장의 숫자가 같다.
  - 장땡 : 두 장이 모두 ‘10’이다.
- 가보 : 두 장의 숫자를 더하여 9가 된다. 땡의 바로 아래이다.
  - 알팔 : 1과 8로써 9가 된다.
  - 비칠 : 2와 7로써 9가 된다.
- 비사 : 1과 4로써 5가 된다.
- 무대 : 두 장의 숫자를 더하여 ‘10’이 되며, 가장 낮은 끗수이다.

### 족보의 별명
- 삼팔돛대가보 : 세 장으로써 3과 8과 8이 합하여서 가보.
- 섰다 벗었다 안경가보 : 1과 8로써 가보.
- 일장통곡(하는구나) : 1과 10이 합하여 끗수는 1이다.
- 기운센놈(또는 장사) : 10과 4.

## 투전과 화투
투전은 19세기 말 일본에서 화투가 들어오기 이전까지 가장 성행했던 노름이며, 또한 화투가 일본색을 벗고 한국화하는 데 지대한 영향을 끼친 놀이이다. 화투 놀이 가운데 하나인 “쪼기”·“짓고땡이”는 원래 투전 놀이였으며, 화투에 쓰이는 용어인 땡·족보·타자 역시 투전 용어였다.

## 같이 보기
- 수투(數鬪)
- 도박
- 화투

## 참고 자료
- 강명관 (2004년 1월 5일). 〈투전 노름에 날새는 줄 몰랐다 | 도박〉. 《조선의 뒷골목 풍경》 초 12쇄판. 서울: 푸른역사. ISBN 89-87787-74-5. |장=에 지움 문자가 있음(위치 18) (도움말)